# Gemenii (film din 1988)
 Gemenii  este un film de comedie, produs și reagizat de Ivan Reitman despre doi gemeni care nu sunt identici (interpretați de Arnold Schwarzenegger și Danny DeVito), care au fost separați la naștere. Intriga filmului este relația dintre personajul lui DeVito care are școala străzii și al lui Schwarzenegger care este un intelectual. Muzica originală a fost compusă de Georges Delerue și Randy Edelman. În prima săptămână a avut încasări de 11 milioane de dolari, iar în total a avut încasări de 216.614.388 milioane de dolari.

## Distribuție
- Arnold Schwarzenegger ca Julius Benedict
- Danny DeVito ca Vincent Benedict
- Kelly Preston a Marnie Mason
- Chloe Webb ca Linda Mason
- Bonnie Bartlett ca Mary Ann Benedict
- David Caruso ca Al Greco
- Trey Wilson ca Beetroot McKinley
- Marvin J. McIntyre ca omul lui McKinley
- Marshall Bell ca Webster
- Tony Jay ca Profesorul Werner/Narrator
- Hugh O'Brian ca Granger, unul dintre tații gemenilor
- Jason Reitman ca nepotul lui Granger
- Catherine Reitman ca nepoata lui Granger
- Nehemiah Persoff ca Profesorul Mitchell Traven
- Maury Chaykin ca Burt Klane
- Sven-Ole Thorsen ca Sam Klane
- Gus Rethwisch ca Dave Klane
- Richard Portnow ca proprietarul Atelierului de dezmembrări
- Frances Bay ca Mother Superior
- Cary-Hiroyuki Tagawa asiaticul
- Elizabeth Kaitan ca Secretară
- Joe Medjuck ca Fotogragul de la începutul filmului
- Nicolette Larson ca Singer
- Jeff Beck, chitarist
- Terry Bozzio as Drummer
- Heather Graham ca tânăra Mary Ann Benedict (uncredited)
- Robert Harper ca Gilbert Larsen